# 1972年夏季残疾人奥林匹克运动会瑞士代表团
1972年夏季残疾人奥林匹克运动会瑞士代表团是瑞士派出的1972年夏季残疾人奥林匹克运动会代表团。未获得奖牌。